# Yang Young-ja
Yang Young-Ja (Iksan, 6 de julho de 1964) é uma ex-mesa-tenista sul-coreana. 

## Carreira
Yang Young-Ja representou seu país nos Jogos Olímpicos de 1988, na qual conquistou a medalha de ouro em duplas. 